# Пушкарёва, Любовь Васильевна
Любовь Васильевна Пушкарёва (28 августа 1918, Москва, РСФСР — 7 марта 2011, Москва, Россия) — советская и российская театральная актриса, народная артистка РСФСР (1969), актриса МХАТ.

## Биография
Любовь Пушкарёва родилась 28 августа 1918 года. В 1941 году окончила Театральное училище имени Б. В. Щукина. Начала свою театральную карьеру в 1941 году, когда стала актрисой МХАТ, в труппу которого она была принята одним из основателей театра Вл. И. Немировичем-Данченко и в котором проработала всю жизнь. Народная артистка РСФСР (1969). После разделения театра в 1987 году работала во МХАТе имени Горького под руководством Татьяны Дорониной.
Самые заметные работы Пушкарёвой на сцене театра: Гермиона в «Зимней сказке» Шекспира, Воронцова в пьесе М.Булгакова «Последние дни», княжна Милославская в знаменитой мхатовской постановке «Царь Фёдор Иоаннович» А.Толстого. Образ Катюши Масловой в её исполнении в знаменитом спектакле «Воскресенье» по роману Л. Н. Толстого она создала в партнёрстве с В. И. Качаловым. Она играла Эдит в спектакле «Домби и сын», Ирину в «Третьей патетической» Погодина, Меланью в горьковском спектакле «Егор Булычев», Спиридонову в пьесе М. Шатрова «6 июля».
Умерла 7 марта 2011 года в Москве, похоронена на Даниловском кладбище.

## Награды
- Орден Почёта (17 июня 1999 года) — за заслуги перед государством, большой вклад в укрепление дружбы и сотрудничества между народами, многолетнюю плодотворную деятельность в области культуры и искусства[3].
- Орден Дружбы (11 июня 2003 года) — за многолетнюю плодотворную деятельность в области культуры и искусства[4].
- Орден «Знак Почёта» (26 октября 1948 года) — за выдающиеся заслуги в развитии советского театрального искусства и в связи с пятидесятилетием со дня основания Московского орденов Ленина и Трудового Красного Знамени Художественного Академического театра СССР имени М. Горького[5].
- Медаль «За доблестный труд в Великой Отечественной войне 1941—1945 гг.».
- Медаль «В память 800-летия Москвы»
- Медаль «В память 850-летия Москвы».
- Народная артистка РСФСР (1969).
- Заслуженная артистка РСФСР (1958).
- Почётный знак Всесоюзного совета ветеранов войны и труда.

## Работы в театре
- Графиня Воронцова — М. Булгаков «Последние дни (Пушкин)», реж. В. Станицын
- княжна Мстиславская — А. Толстой «Царь Федор Иоаннович», реж. И. Раевский
- Катерина Ивановна — А. Крон «Офицер флота», реж. Н. Горчаков
- Кристина — Н. Асанов «Алмазы», реж. Станицын и И. Раевский
- Катюша Маслова — Л. Толстой «Воскресение», реж. И. Раевский
- Аксюша — А. Островский «Лес», реж. В. Орлов
- Миссис Домби — Ч. Диккенс «Домби и сын», реж. В. Станицын
- Жена посланника — Л. Толстой «Анна Каренина», реж. П. Лесли
- Гермиона — У. Шекспир «Зимняя сказка», реж. М. Кедров
- Фанни Лиминг — А. Кронин «Юпитер смеется», реж. Н. Ковшов
- Линда — А. Миллер «Смерть коммивояжера», реж. А. Карев
- Мария Щелканова — Л. Леонов «Золотая карета», реж. В. Орлов
- Меланья — М. Горький «Егор Булычев и другие», реж. Б. Ливанов
- Успенская — Г. Беленький «Три долгих дня», реж. В. Монюков
- Спиридонова — М. Шатров «Шестое июля», реж. Л. Варпаховский
- Лариса Лукинична — Л. Шейнин «Тяжкое обвинение», реж. Б. Ливанов
- Дама с вязанием, Дама с коляской — Н. Погодин «Кремлёвские куранты», реж. И. Раевский
- Инга — Л. Гинзбург «Потусторонние встречи», реж. В. Монюков
- Мать, Бабушка — М. Рощин «Валентин и Валентина», реж. О. Ефремов
- Галина Дмитриевна — М. Рощин"Эшелон", реж. А. Эфрос
- Вдова красноармейца — Д. Фурманов «Мятеж», реж. В. Шиловский
- Ассунта — Т. Уильямс «Татуированная роза», реж. Р. Виктюк
- Первая баба — И. Франко «Украденное счастье», реж Р. Виктюк
- Варвара Михайловна — М. Горький «Дачники», реж. М. Кедров, В. Орлов
- Глумова — А. Островский «На всякого мудреца довольно простоты», реж. Т. Доронина
- Татьяна Марковна Бережкова — И. Гончаров «Обрыв», реж. А. Созонтов
- Соседка Берленго — М. Метерлинк «Синяя птица», реж. по возобновлению К. Градополов
- Татьяна Марковна Бережкова — Бенефис — 75 лет — И. Гончаров «Обрыв»
- Татьяна Марковна Бережкова — Юбилей — 80 лет — И. Гончаров «Обрыв»
- Дуэнья — В. Гюго «Рюи Блаз», реж. В. Бейлис